# Briše (gmina Zagorje ob Savi)
Briše – wieś w Słowenii, w gminie Zagorje ob Savi. W 2018 roku liczyła 112 mieszkańców.